# Бенгуелска струја
Бенгуелска струја представља леви крак Струје западних ветрова, који се повија ка северу од Рта добре наде, у јужном делу Атлантског океана. Просечна брзина износи око 2 km/h. Први пут је описана 1832. године, а процењено је да захвата ширину од 200—300 километара. Рачва се на два крака која хране Анголску струју на око 16° јгш. Ово је хладна морска струја.